# Alghazanth
Alghazanth – fińska grupa muzyczna wykonująca symfoniczny black metal, utworzona w 1995 roku. Założycielami są: początkowo gitarzysta, a obecnie wokalista Mika "Thasmorg" Kaakkolahti i perkusista Gorath Moonthorn. Zespół ma na swoim koncie sześć albumów studyjnych, wydanych przez fińską wytwórnię Woodcut Records. Utwory grupy oscylują wokół tematyki satanistycznej i okultystycznej.

## Historia
Zespół powstał jesienią 1995 roku i początkowo w jego skład wchodziło dwóch muzyków: Thasmorg i Gorath Moonthorn. Pierwsze trzy dema Behind the Frozen Forest (1996), Dim is the Moon's Light (1997) i Promo '97 (1997) przyniosły grupie wieloletni kontrakt z Woodcut Records. W czerwcu 1998 zespół podjął się nagrania swojego debiutanckiego albumu Thy Aeons Envenomed Sanity, który zawierał sześć nowych i trzy ponownie nagrane utwory pochodzące z wcześniejszych wydawnictw demo. Album ujrzał światło dzienne końcem 1999 roku. W maju 2000 roku ukazał się kolejny album Subliminal Antenora, nagrywany w Watercastle Studio w Jyväskylä, rodzinnym mieście muzyków. Trzeci album Osiris - Typhon Unmasked ukazał się w lipcu 2001 roku. W listopadzie 2003 roku zespół ponownie wszedł do Watercastle Studio, co zaowocowało płytą The Polarity Axiom wydaną w 2004 roku. 
Po wydaniu czwartego albumu w zespole nastąpiły poważne zmiany personalne, grupę opuścili: Teijo "Nebiros" Hakkola, Antti Simonen i Mynni Luukkainen, a w ich miejsce pojawił się klawiszowiec Tuomas Ekholm i gitarzysta Riku "Grimort" Vallisto. W nowym składzie muzycy nagrali Wreath of Thevetat, który ukazał się na początku 2008 roku. Po wydaniu piątego albumu Alghazanth grał więcej koncertów niż kiedykolwiek wcześniej, dzieląc scenę z takimi zespołami jak Gorgoroth, Mortuary Drape i Secrets of the Moon.
W styczniu 2011 ukazał się szósty album zespołu zatytułowany Vinum Intus.

## Muzycy
| Obecny skład zespołu - Mika "Thasmorg" Kaakkolahti – gitara (od 1995), śpiew (od 2011) - Gorath Moonthorn – perkusja (od 1995) - Tuomas Ekholm – instrumenty klawiszowe (od 2005) - Riku "Grimort" Vallisto – gitary (od 2006) | Byli członkowie zespołu - Dreminoc – gitara basowa (1995-1996) - Pertti "Veilroth" Reponen – gitara (1995-2001) - Antti Simonen – instrumenty klawiszowe (1996-2005) - Melchor – gitara basowa (1999-2000) - Teijo "Nebiros" Hakkola – śpiew (1999-2004) - Mynni Luukkainen – gitara (2002-2006) - Mikko "Goat Tormentor" Kotamäki – gitara basowa (2005-2011), śpiew (2005-2011) |

## Dyskografia
Opracowano na podstawie materiału źródłowego.
| Albumy studyjne - Thy Aeons Envenomed Sanity (1999, Woodcut Records) - Subliminal Antenora (2000, Woodcut Records) - Osiris - Typhon Unmasked (2001, Woodcut Records) - The Polarity Axiom (2004, Woodcut Records) - Wreath of Thevetat (2008, Woodcut Records) - Vinum Intus (2011, Woodcut Records) - The Three-Faced Pilgrim (2013, Woodcut Records) | Dema - Behind the Frozen Forest (1996, wydanie własne) - Dim is the Moon's Light (1997, wydanie własne) - Promo '97 (1997, wydanie własne) Splity - The Blackened Rainbow (1998, z grupami Throes of Dawn, Enochian Crescent i Ravendusk, Woodcut Records) Single - The Phosphorescent (2008, wydanie własne) |